# Okręg wyborczy Ayr, Carrick and Cumnock
Okręg wyborczy Ayr, Carrick and Cumnock powstał w 2005 r. i wysyła do brytyjskiej Izby Gmin jednego deputowanego. Okręg obejmuje większą część South Ayrshire oraz około 1/5 East Ayrshire.

## Deputowani do brytyjskiej Izby Gmin z okręgu Ayr, Carrick and Cumnock[2]
- 1997–2015: Sandra Osborne, Partia Pracy (w latach 1997 i 2001 wybierana ze zniesionego w 2005 roku okręgu Ayr)
- 2015–2017: Corri Wilson, Szkocka Partia Narodowa
- 2017–2019: Bill Grant, Partia Konserwatywna
- od 2019: Allan Dorans, Szkocka Partia Narodowa